# سامسونگ اس‌جی‌اچ-پی۵۱۰
سامسونگ اس‌جی‌اچ-پی۵۱۰ یک‌نمونه از گوشی‌های تلفن همراه سری P شرکت سامسونگ می‌باشد که توسط همین شرکت به بازار عرضه شده‌است.